# Ю (река)
Ю — река в России. Протекает по территории Республики Коми.
Длина около 7,5 км.
Русло прямое, река в верхнем течении направлена на юго-восток, затем меняет направление на юго-запад. Берёт начало в болотистой местности в 3 км севернее посёлка Часово, впадает в реку Вычегда. В реку впадает несколько притоков. Через реку перекинуты пешеходный и автомобильный (на автодороге Часово — Кряжская) мосты.
Название происходит от коми ю «река».